# Stagione di college football 1875
La Stagione di college football 1875 fu la settima stagione di college football negli Stati Uniti. Fu molto simile, nella sua forma embrionale e non strutturata, alle stagioni precedenti, le regole non erano state ancora codificate in maniera univoca.
Secondo l'Official NCAA Division I Football Records Book, College of New Jersey, Columbia ed Harvard risultano essere campioni nazionali ex aequo di quella stagione, tuttavia solo College of New Jersey (poi diventata Princeton) ha reclamato il titolo.

## Classifica finale
| Scuola                   | Conference V-S-P | Totale V-S-P |
| ------------------------ | ---------------- | ------------ |
| College of New Jersey    | -                | 2 - 0        |
| Harvard                  | -                | 4 - 0        |
| Columbia                 | -                | 3 - 1 - 1    |
| Stevens Tech             | -                | 4 - 3        |
| Rutgers                  | -                | 1 - 1 - 1    |
| Yale                     | -                | 2 - 2        |
| New York University      | -                | 0 - 1        |
| Tufts                    | -                | 0 - 1        |
| Wesleyan                 | -                | 0 - 1        |
| Northwestern             | -                | 0 - 1        |
| Bates                    | -                | 0 - 1        |
| City College of New York | -                | 0 - 3        |

## College esordienti
- Wesleyan Cardinals football
- Bates Bobcats football
- Northwestern Wildcats football